# Malaikas
Malāk (arabe : ملاك, au pluriel malāʾika, ملائكة) est le terme arabe pour désigner les anges qui occupent une place de choix selon la religion islamique.
Les anges se divisent en plusieurs catégories ; il y a les anges intercesseurs entre Dieu et les hommes, les anges scribes qui écrivent les bonnes et mauvaises actions humaines et des anges porteurs de la Révélation. Bien que le Coran parle très souvent des anges, il passe sous silence leur nature d'origine et il n'en donne qu'une seule description dans la sourate XXXV-1, (la traduction de janah / الجناح dans certains contextes ne convient pas à "aile" mais plus a "fonction", la traduction ci-dessous inspire une image biblique de l'ange).

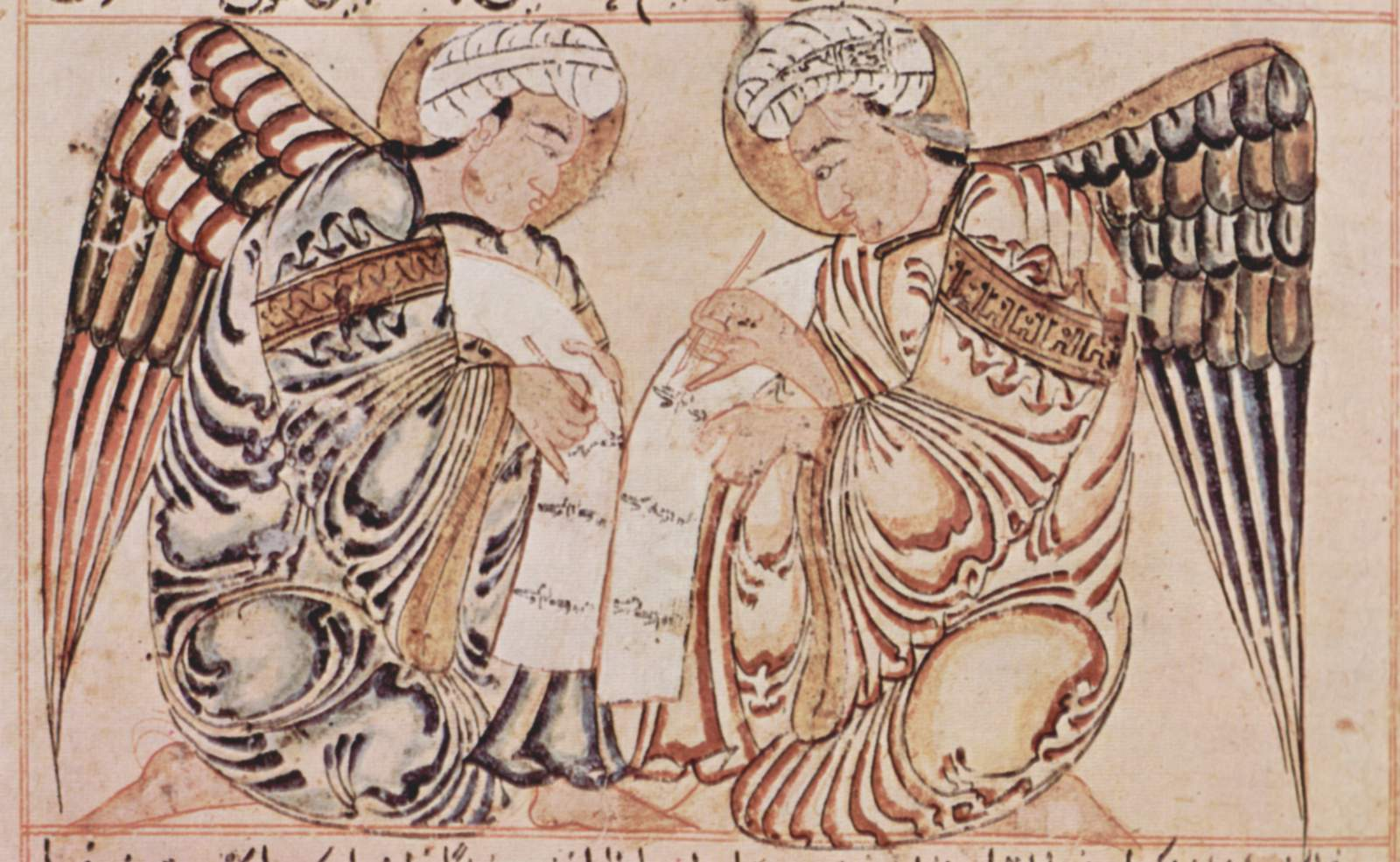
Les gardiens célestes (Al-Qazwini, vers 1280).

« Gloire à Dieu, créateur des cieux et de la terre, celui qui emploie pour messagers les anges à deux, trois et quatre ailes ; il ajoute à la création autant qu’il veut ; il est tout-puissant. »

— Le Coran (trad. Albin de Kazimirski Biberstein), « Les Anges ou le Créateur », XXXV, 1, (ar) فاطر

## Étymologie
Le mot viendrait de l'ancien sémitique : malʾāk avec le sens de « messager ».

## Les anges dans le Coran et dans la tradition islamique
Dans la plupart des cas, les anges interviennent en tant que messagers de Dieu à des prophètes ou à des personnages déterminés, notamment à Abraham, à Loth, à Zacharie (père de Jean le Baptiste), à Marie (mère de Jésus). Dans d'autres cas, les anges sont envoyés pour soutenir les croyants contre leurs ennemis. Il est aussi question des « anges gardiens » ou « anges scribes ». Chaque être humain serait accompagné de deux anges : un « ange de la droite » écrivant ses bonnes actions et un « ange de la gauche » qui inscrit les mauvaises,,. Ils ont été créés par Dieu hors de la lumière ou du feu (ou d'air chaud selon l'interprétation des textes par Jacqueline Chabbi, à l'instar des mirages).
Le Coran ne cite nommément que quelques anges. Certains sont désignés par une fonction, sans être nommés, comme l'ange de la mort par exemple. Ce sont surtout les commentaires et la prédication populaire qui se sont chargés de nommer et décrire la plupart des êtres angéliques.
Gabriel (Jibrīl) est le plus important des anges, toutefois il n'est mentionné que trois fois par son nom dans le Coran. D'après la tradition s'appuyant sur l'interprétation de deux passages tardifs du Coran, la révélation coranique a été transmise à son prophète Mahomet par l'ange Gabriel dans la Grotte du mont Hira.
D'autres expressions du Coran ont été assimilées à lui : l'Esprit fidèle, mais aussi le Grand Ordonnateur (An-Namous al Akbar), L'Esprit-Saint (ar-Rouh al-Qaddous), et l'Intègre (Al-Amin).
Le Livre de l'Échelle de Mahomet[Quand ?], relate l'ascension jusqu'à Dieu de Mahomet sous la conduite de l'ange Gabriel,. Il est traditionnellement l'ange qui annonce les naissances, et bien que le Coran ne le précise pas, selon les traditions, il aurait annoncé la naissance de Jean-Baptiste (Yaḥyā) au prophète Zacharie (Zakariyyā) et la naissance de Jésus (ʿīsā) à la Vierge Marie (Maryam) . d'après Mahomet[réf. nécessaire], lorsqu'il le voyait sous sa forme angélique, Gabriel a 600 ailes qui couvrent tout un horizon desquelles tombent des rubis et des pierres précieuses en formant des arcs-en-ciel.
Mikaël (Michel ou Michael) n'est nommé qu'une seule fois dans le Coran. La tradition le considère comme un des anges du Jugement dernier chargé de la « pesée des actes ». Selon des traditions, il serait aussi l'ange chargé de la pluie et de la végétation.
Israfil (Raphaël) n'est pas cité nommément dans le Coran mais sa fonction est évoquée par exemple à la sourate 39, verset 68. Il serait l'ange chargé de souffler dans une trompette afin d'annoncer le Jugement dernier :
- une fois pour la destruction du monde (ce jour-là toutes les créatures entendront le bruit de sa trompette quelques secondes avant de mourir foudroyées) ;
- une deuxième fois pour réveiller les morts au jour de la résurrection ;
- une troisième fois pour annoncer le début du jugement dernier[réf. nécessaire].

Izrāʾīl (ou Azraël) n'est pas cité dans le Coran. La tradition l'a associé à l'Ange de la Mort (Malāk-Al-Mawt) qui est chargé d'ôter l'âme des corps des défunts. Il apparaîtrait terrifiant aux impies et consolateur aux fidèles.
Les assistants de l'Ange de la mort sont de deux sortes ; les Anges de miséricorde et les Anges du supplice.
Le Coran cite aussi la mécréance de Pharaon lorsque Dieu lui avait envoyé les prophètes Moïse et Aaron et donc, cite aussi que pour les punir, il abattit sur eux l'ange de la mort. Au commencement, Dieu l'aurait envoyé prendre un peu de terre. Mahomet l'ayant vu lors de son voyage nocturne l'a dit si grand que ses pieds touchent la base du premier ciel et sa tête le sommet du septième ciel[réf. nécessaire].
Riḍwān (Redouane, Radwane, Ridohan), qui n'est pas nommé dans le Coran, est chargé de garder le Paradis. C'est le plus grand de ses serviteurs. Les gardiens du Paradis sont innombrables, « seul le Seigneur peut délimiter leur nombre » d'après le Coran[Information douteuse]. Bien d'autres anges, qui ne sont pas mentionnés dans le Coran, ont été nommés et abondamment décrits avec de nombreuses variantes par les prédicateurs populaires s'inspirant des commentaires coraniques et de récits divers. Par exemple, deux anges célèbres, Munkar et Nakir, sont les anges de « l'interrogatoire du tombeau », et leur aspect suscite la terreur. Ils auraient pour tâche d'interroger dans leur tombeau l'infidèle et le croyant qui a commis de grandes fautes. En revanche, il est raconté que ce sont les anges Mubashshar et Bashir qui interrogent le croyant qui n'a pas péché.
Malek, le gardien de l'enfer, est nommé dans le Coran (« Ornements d’or », XLIII, 77), et ne sourit jamais à cause de sa création.
Deux anges, Hârût et Mârût, sont cités une fois. Ces noms seraient des déformations de déités du panthéon zoroastrien Haurvatât « intégrité » et Ameretât « immortalité »,,,,,.
Contrairement à l'être humain et aux djinns qui sont les destinataires finaux des messages divins, l'ange n'est pas concerné par le Jugement dernier (décision divine de l'envoi au Paradis ou en Enfer). Tout comme les satans s'efforcent toujours pour le mal, les anges veulent toujours le bien. Il est contesté si Iblis (le chef des satans) avait autrefois été un ange, mais s'est transformé en satan, ou s'il avait été un satan depuis sa création.
Selon un hadīth, Dieu aurait créé l'ange à partir de la lumière, le djinn à partir de feu sans fumée et l'homme à partir d'argile. Comme dans les autres traditions, les anges n'ont pas de sexe et ne se reproduisent pas, contrairement à l'être humain et aux djinns.
Il existerait des myriades d'anges partout sur Terre.

## Galerie

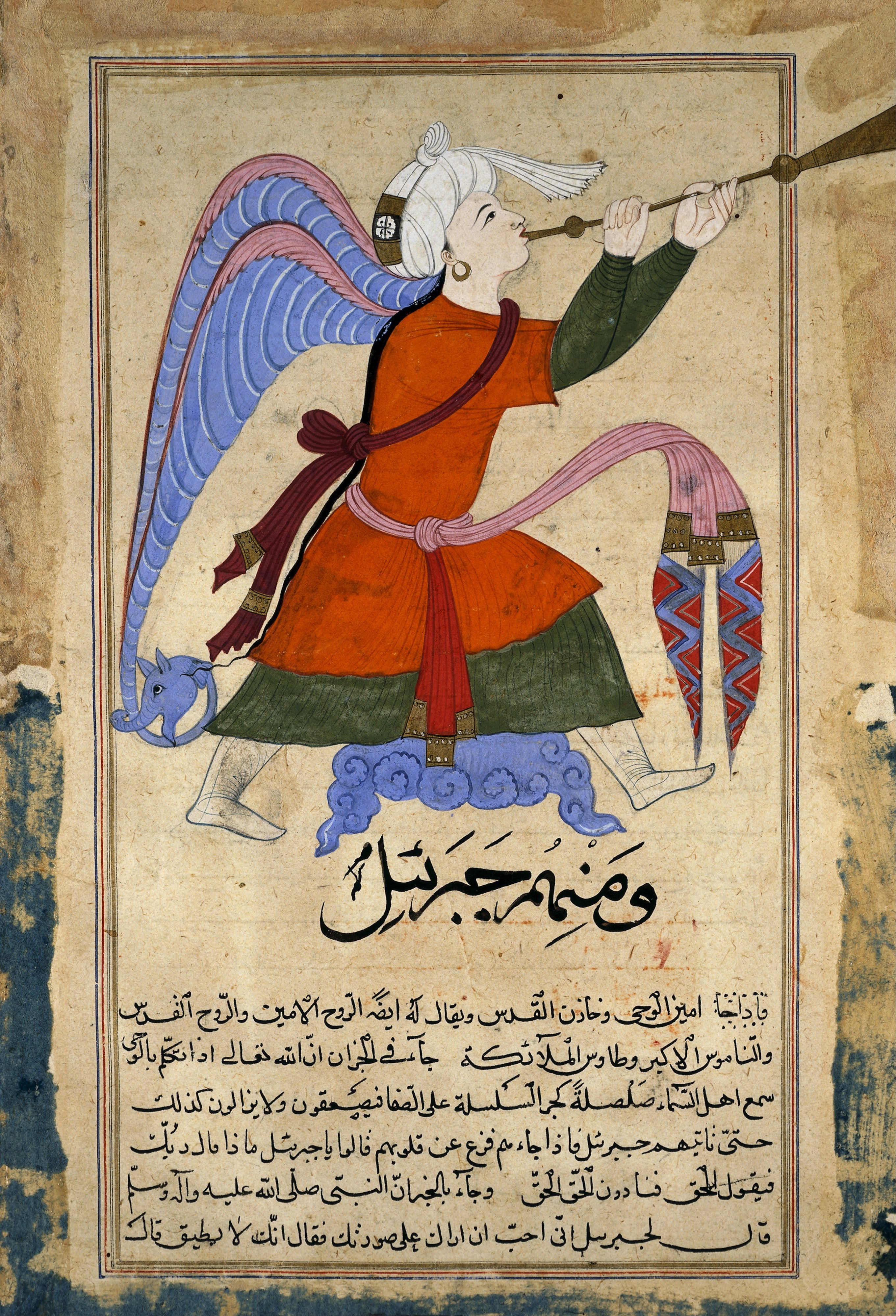
Manuscrit arabe
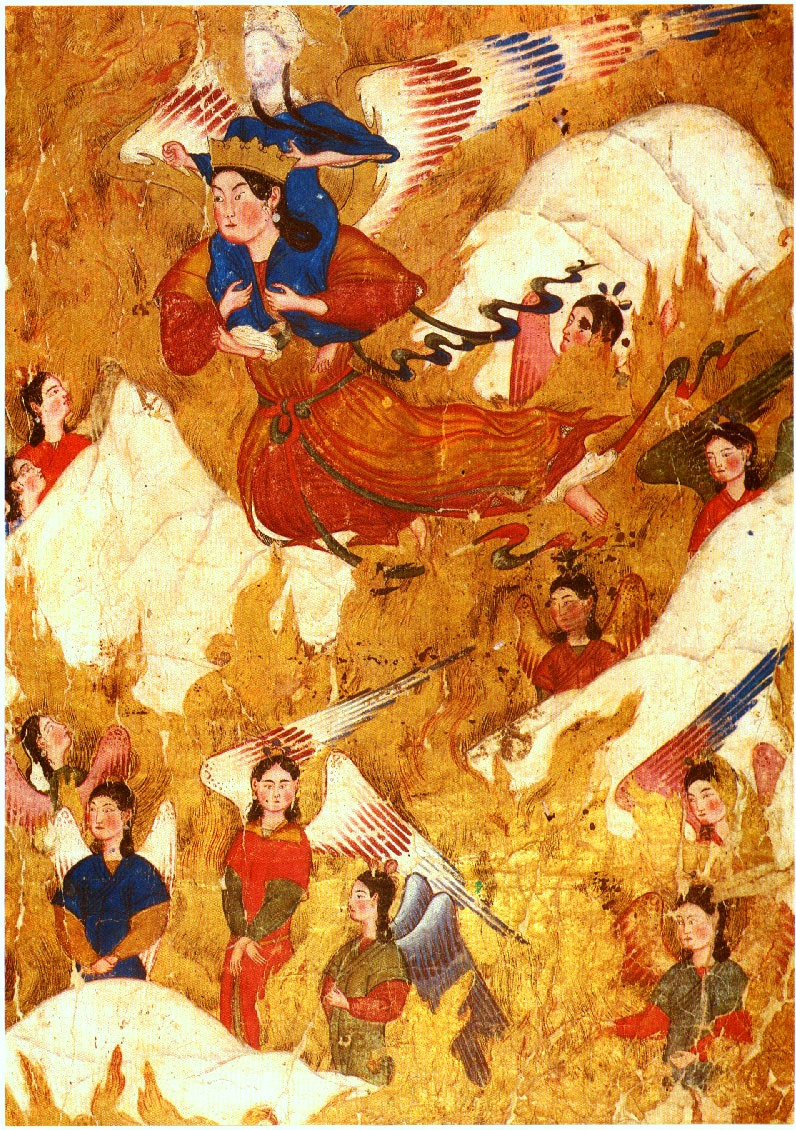
Ahmad Musa
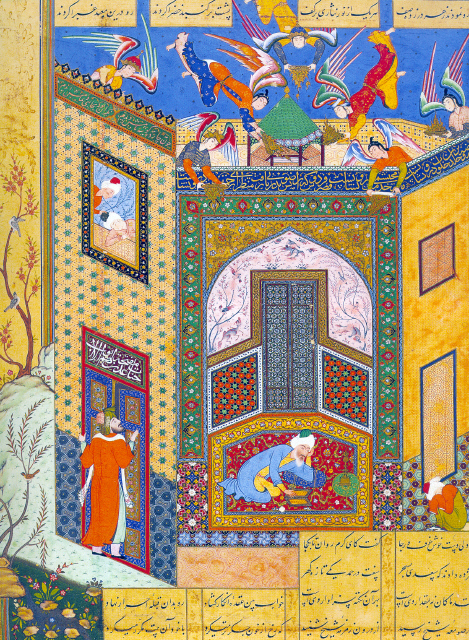
Le Jardin de Roses
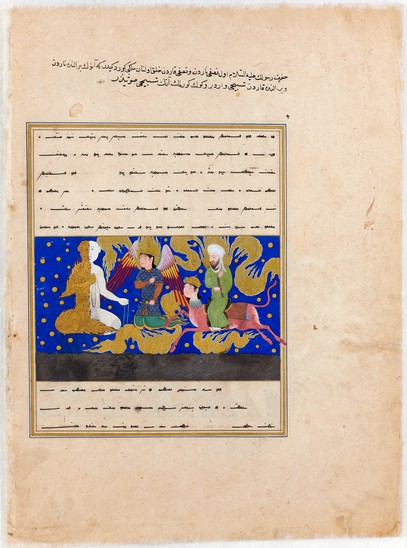
Muhammad rencontre l'ange du feu et de la glace
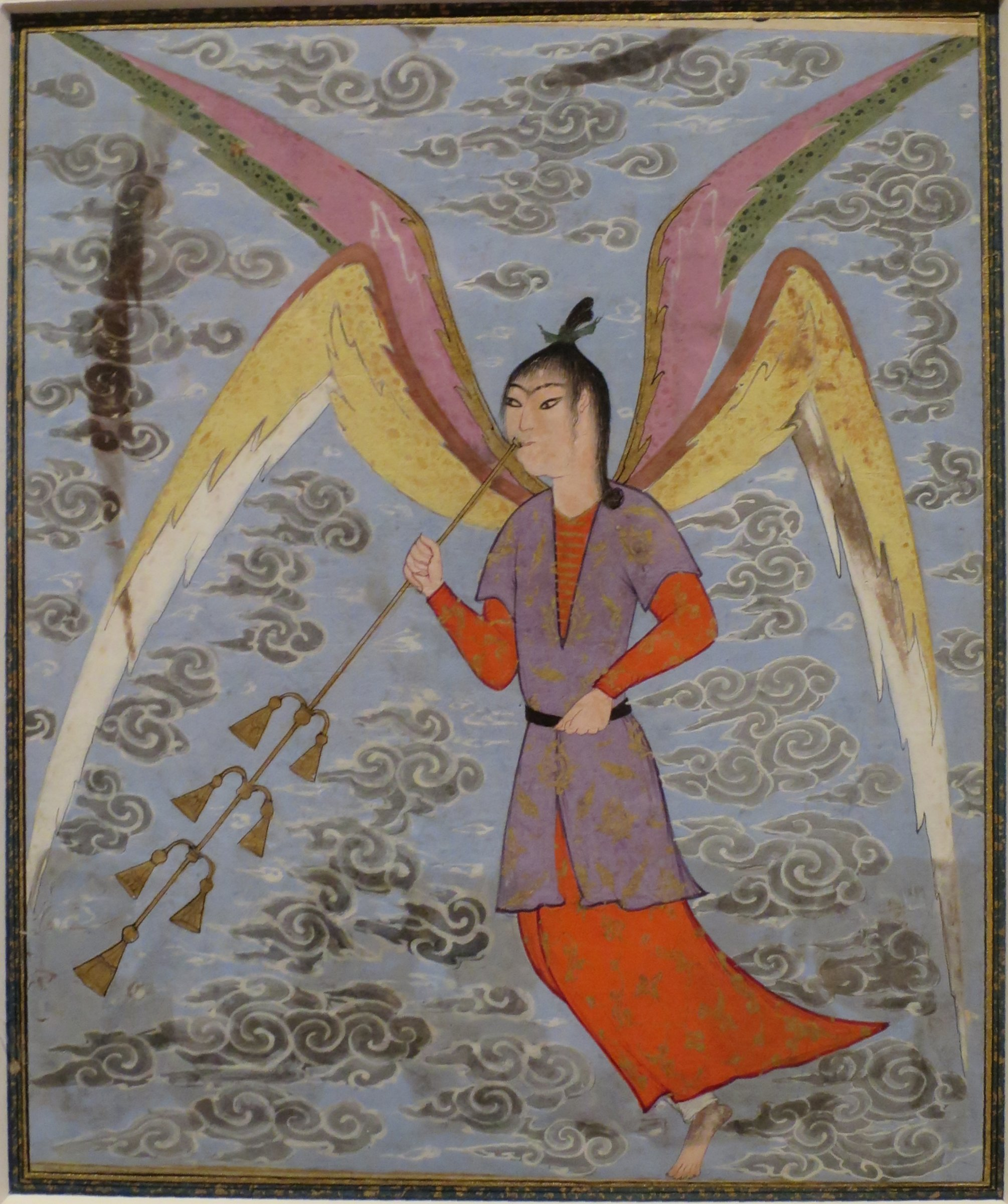
Ange au cornet, Iran, vers 1500, Honolulu Academy of Arts